# エクゴニジン
エクゴニジン(Ecgonidine)は、エクゴニン及びコカインと関連するアルカロイドである。シクロヘプテン環、窒素架橋、カルボン酸側鎖を持つ。
メチルエクゴニジンは、クラック・コカインを炙る際に熱分解で生成し、エクゴニジンに代謝されるため、この2つの化合物は、クラック・コカインの使用のバイオマーカーとして用いることができる。エクゴニジンはメチルエクゴニジンの代謝物質であるため、2つの物質の濃度の比により、最近いつクラック・コカインを炙ったかを推定することができる。メチルエクゴニジンの濃度が高ければ、最近使用したということになる。エクゴニジンの体内での半減期は約94から137分で、ドラッグを使用した後8から10時間は検出することが可能である。